# Сражение при Леоберсдорфе
Сражение при Леоберсдорфе (нем. Schlacht bei Leobersdorf) — одно из сражений австро-турецкой войны (1529—1533). Первая победа в полевом сражении войск Священной Римской империи над османской армией.

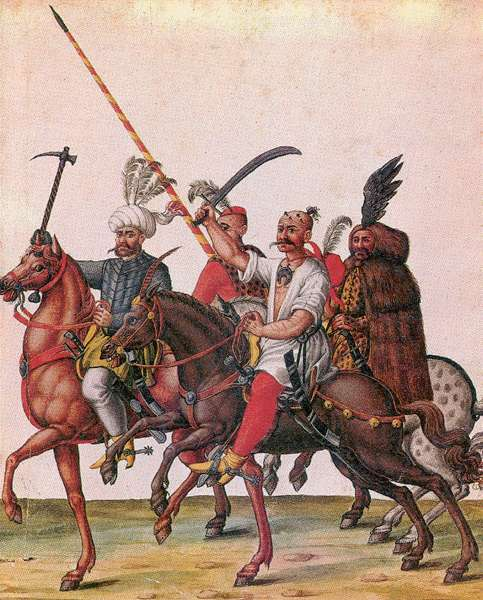
Османская иррегулярная конница начала 16 века

В 1532 году 120-тысячная османская армия под личным командованием Сулеймана Великолепного начала наступление на Вену. Одновременно 10-тысячный корпус легкой кавалерии под командованием Казим-бея вторгся в Штирию и на юг Нижней Австрии. Осада Кёсега задержала турецкое наступление, и так как между австрийской столицей и Винер-Нойштадтом стояла 100-тысячная армия императора Карла V, султан не решился идти на Вену и в сентябре месяце двинулся обратно в Венгрию.
Когда Казим-бею сообщили об отступлении основной османской армии, он двинулся на соединение с ней. Из трех возможных долин, по которым он мог следовать, две были заблокированы засеками. Австрийскому отряду под командованием Себастьяна Шертлина фон Буртенбаха постоянными атаками удалось загнать турок в единственную оставшуюся открытую долину, где их ждала большая христианская армия, состоявшая из 20 000 ландскнехтов, 1000 всадников тяжелой кавалерии, 1000 — легкой кавалерии, прибывших из Венгрии, и артиллерия. Объединённую армию возглавляли пфальцграф Фридрих, граф Балинт Тёрёк и Иоганн Кацианер. В нескольких стычках, произошедших 19 сентября, значительно превосходящим силам христиан удалось уничтожить большую часть корпуса Казим-бея. 
Предполагается, что Казим-бей пал в районе Леоберсдорф-Энцесфельд утром 19 сентября, когда турки были вытеснены из Поттенштайна в Штайнфельд. Его личные вещи, в том числе тюрбан, украшенный золотом и драгоценными камнями, а также доспехи, позже были преподнесены в качестве трофеев императору Карлу V. Гибель Казим-бея и его бойцов вызвал большой отклик у современников как с христианской, так и с османской стороны, и породила множество легенд. 